# Superfly: Original Motion Picture Soundtrack
Superfly: Original Motion Picture Soundtrack è l'album contenente la colonna sonora dell'omonimo film del 2018.
L'album è stato curato da Future e vede la partecipazione di alcuni cantanti e rapper, tra cui: Miguel, Lil Wayne, Khalid, Ty Dolla Sign, Young Thug, PartyNextDoor, H.E.R., Gunna, Sleepy Brown, Yung Bans e altri.

## Singoli
Il primo singolo estratto dall'album è No Shame di Future e PartyNextDoor, pubblicato il 4 maggio 2018.

### Singoli promozionali
Lo stesso mese è uscito il primo singolo promozionale, Bag, mentre il 5 giugno 2018 è uscita This Way di Khalid e H.E.R., seguita, il 6 giugno da Walk On Minks.

## Tracce
Crediti adattati da Tidal.

### Disco 1
1. If You Want It (eseguita da Sleepy Brown & Scar) – 4:37
2. What's Up With That (eseguita da Future & 21 Savage) – 3:02
3. No Shame (eseguita da Future & PartyNextDoor) – 3:54
4. Walk on Minks (eseguita da Future) – 3:38
5. Tie My Shoes (eseguita da Future & Young Thug) – 3:01
6. Stains (eseguita da Future) – 3:02
7. Show My Chain Some Love (eseguita da Future & Young Thug) – 2:32
8. R.A.N. (eseguita da Miguel) – 4:03
9. This Way (eseguita da Khalid & H.E.R.) – 3:31
10. Bag (eseguita da Future & Young Thug) – 3:16
11. Drive Itself (eseguita da Future & Lil Wayne) – 3:34
12. Money Train (eseguita da Future, Young Thug & Gunna) – 2:44
13. Nowhere (eseguita da Future) – 4:30

### Disco 2
1. Trappin' So Hard (eseguita da Rich the Kid & Rico Love) – 2:47
2. New Goals (eseguita da French Montana & Rico Love) – 4:01
3. That's How I Grew Up (eseguita da G Herbo & 21 Savage) – 3:40
4. Rep Yo Click (eseguita da Lil Jon, Bangladesh, Freeway & Cyhi the Prynce) – 3:30
5. Please Forgive (eseguita da Lecrae, Sean Garrett & Crystal Nicole) – 2:40
6. Capone Suite (eseguita da Rick Ross & Smif-N-Wessun) – 4:53
7. Struggles (eseguita da Future & Sleepy Brown) – 2:26
8. Find My Way Out (eseguita da HoodCelebrityy) – 2:45
9. La Dueña (eseguita da A.CHAL) – 2:30
10. Georgia (eseguita da Future & Young Thug) – 2:43